# Disocactus nelsonii
Disocactus nelsonii, conocida comúnmente como nopalillo orquídea o nopalillo orquídea de Nelson, es una especie de planta suculenta perteneciente al género Disocactus, dentro de la familia Cactaceae. Se distribuye desde el sur de México (concretamente en los estados de Chiapas y Guerrero) hasta Guatemala.

## Descripción
Disocactus nelsonii es una especie de cactus epífito de hábito colgante, que se desarrolla sobre árboles. Es arbustivo y se ramifica desde la base, con la epidermis de color verde oscuro. Los brotes son aplanados, alargados y con forma de hoja. Inicialmente son erectos, aunque con el tiempo se vuelven colgantes.
Los tallos principales pueden llegar a medir hasta 1,6 m de largo, tienen la base redondeada y la porción superior aplanada. Los tallos laterales emergen desde la base o desde la mitad superior de los tallos principales, son lanceolados, de base redondeada y porción superior aplanada, y alcanzan hasta 6 cm de largo y de 3 a 4 cm de ancho. Presentan los bordes dentados o aserrados y las areolas ocasionalmente están cubiertas por algunas espinas similares a cerdas.

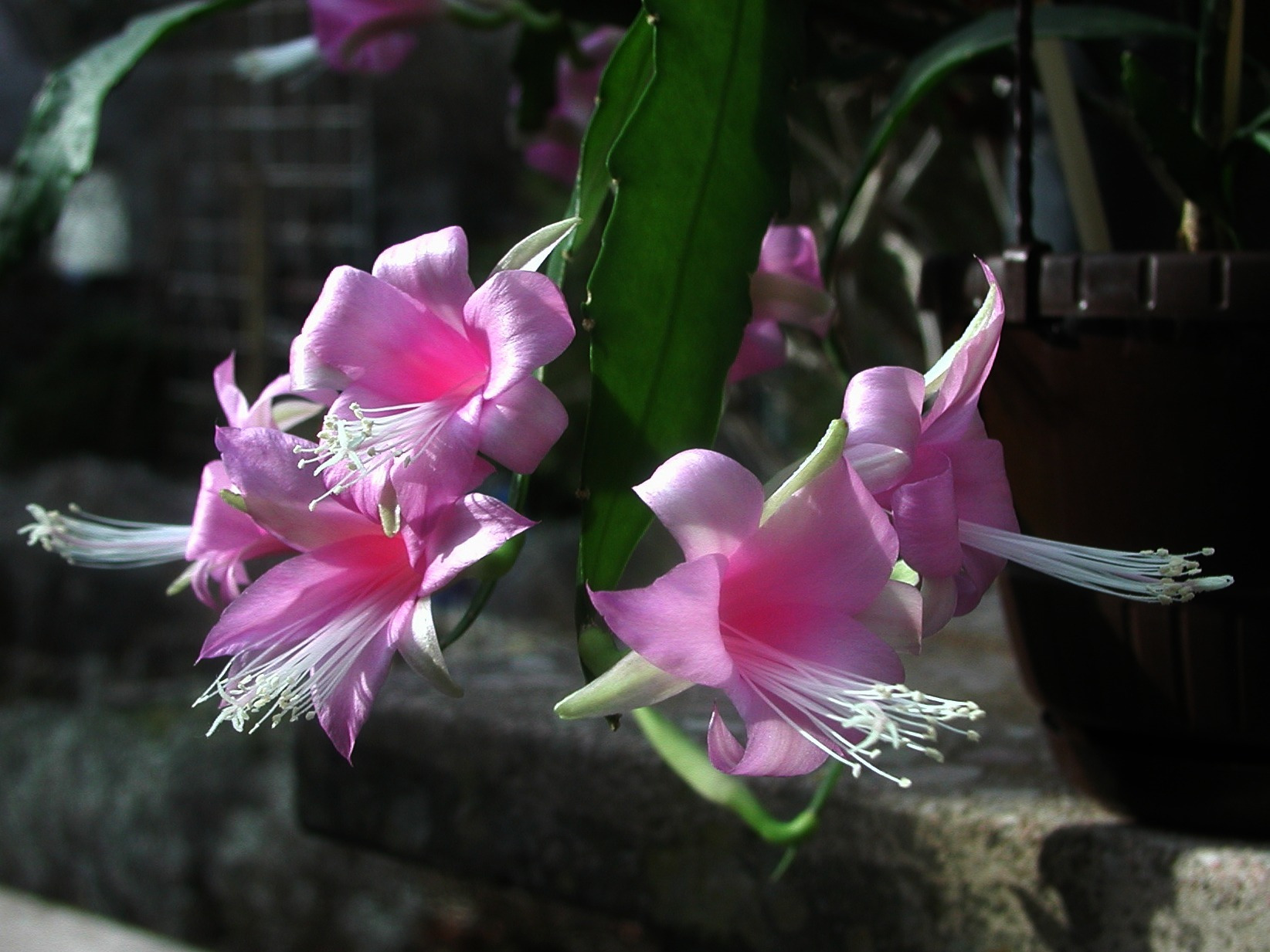
Detalle de las flores

Las flores son solitarias y nacen cerca de las puntas de los tallos. Son más o menos de color rosa púrpura o rojo con un matiz violáceo y están curvadas hacia arriba. Tienen forma de embudo tubular y miden de 7 a 8 cm de largo. El tubo floral es corto y mide de 2 a 3 cm de largo. Los segmentos del perianto son estrechos, agudos y miden hasta 6 cm de longitud. El ovario es globular y está cubierto de pequeñas escamas. Los estambres y el estilo son delgados y sobresalen claramente de la flor.

## Distribución y hábitat
El área de distribución nativa de esta especie abarca desde el sur de México (concretamente en los estados de Chiapas y Guerrero) hasta Guatemala. Habita principalmente en el bioma tropical estacionalmente seco, a altitudes que oscilan entre los 1000 y los 2300 metros sobre el nivel del mar.
La planta crece sobre árboles como epífita y se encuentra en bosques húmedos de montaña. Sus raíces se incrustan en la corteza de los árboles huéspedes para anclarse y fijarse, por lo que su único acceso a la humedad y los nutrientes proviene de la lluvia y los excrementos que caen desde arriba. Además, siempre crecen bajo el dosel de los árboles y nunca están expuestas al sol directo.

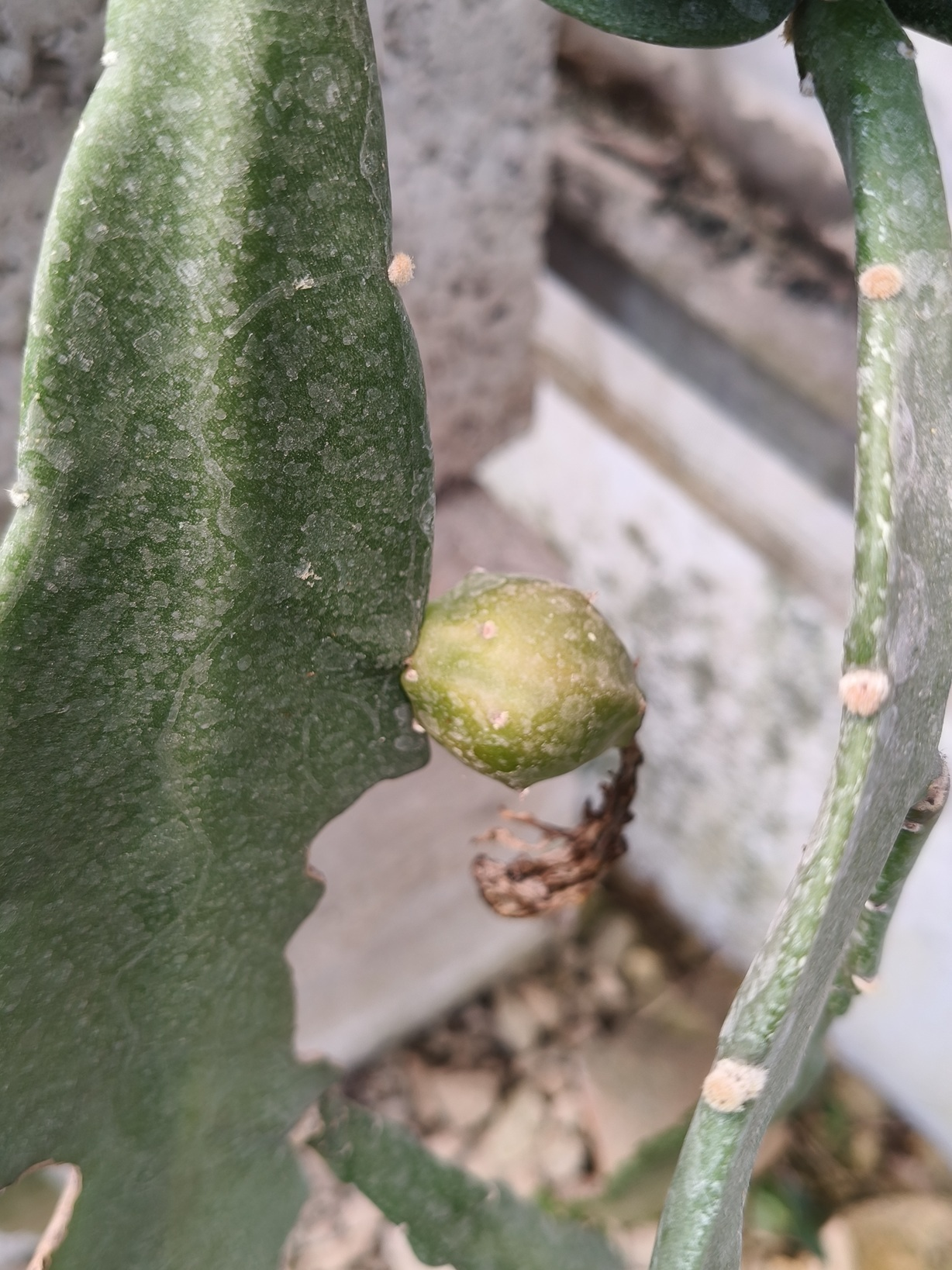
Detalle del fruto

## Taxonomía
La primera descripción de esta especie fue como Epiphyllum nelsonii, publicada en 1913 por los botánicos estadounidenses Nathaniel Lord Britton y Joseph Nelson Rose en la revista científica Contributions from the United States National Herbarium 16 (9): 257–258.
Más tarde, el botánico alemán Karl Hermann Leonhard Lindinger trasladó la especie al género Disocactus, por lo que pasó a llamarse Disocactus nelsonii. Registró estos cambios en las revista científica Beihefte zum Botanischen Centralblatt. Zweite Abteilung, Systematik, Pflanzengeographie, angewandte Botanik 61 (3): 383, publicada en 1942.
Etimología
- Disocactus: nombre genérico formado a partir de las palabras griegas dis (que significa 'dos veces'), isos (que significa 'igual) y kaktos (que significa 'cardo' o 'planta espinosa'), en alusión a los tallos aplanados con forma de hoja (con dos lados idénticos) que presentan las especies de este género.[9]
- nelsonii: epíteto específico otorgado en honor al naturalista estadounidense Edward William Nelson (1855-1934), quien recolectó la especie cerca de Chicharras en el estado de Chiapas, México, en 1896..[10][11]

## Estado de conservación
En la Lista Roja de Especies Amenazadas de la UICN, la especie está clasificada como de "Preocupación Menor (LC)”. La principal amenaza que sufre la especie se debe a la degradación del hábitat causada por la deforestación.

## Usos
Se cultiva principalmente como planta ornamental y su propagación se realiza normalmente a través de esquejes.